# Connor Shields
Connor Jon Shields (Coatbridge, 29 luglio 1997) è un calciatore scozzese, attaccante svincolato.

## Caratteristiche tecniche
È un attaccante centrale.

## Carriera
Schields inizia la propria carriera tra le file dell'Albion Rovers, con cui nell'arco di un due stagioni e mezzo mette a segno complessivamente 9 reti in 39 presenze nella terza divisione scozzese; trascorre poi la seconda metà della stagione 2017-2018 nella seconda divisione inglese al Sunderland, senza però mai scendere in campo in partite ufficiali con i Black Cats. Nella stagione 2018-2019 gioca invece in prestito all'Alloa Athletic, club con il quale mette a segno 3 reti in 30 presenze nella seconda divisione scozzese. Nella stagione 2019-2020, poi interrotta prematuramente per via della pandemia di Covid-19, si divide invece tra la quinta e la sesta divisione inglese: prima disputa infatti 22 partite in quinta divisione all'Aldershot Town, per poi passare in prestito al Billericay Town, dove prima della sospensione del torneo fa in tempo a giocare 2 partite segnando anche la sua unica rete stagionale. Successivamente trascorre la stagione 2020-2021 al Queen of the South, club con la cui maglia mette a segno 8 reti in 22 presenze nella seconda divisione scozzese.
Nel 2021 firma un contratto per il Motherwell, squadra di Scottish Premiership. Segna la sua prima rete in occasione della partita vinta per 2-0 contro gli Hearts. Nel 2023, dopo 2 reti in 44 partite di campionato giocate (intervallate anche da un periodo in prestito al Queen's Park, con cui è autore di 5 reti in 22 presenze in seconda divisione, ed alle quali aggiunge anche 2 presenze nei turni preliminari di UEFA Conference League), si trasferisce al Chennaiyin, club della prima divisione indiana, che successivamente lo riconferma in rosa anche per la stagione 2024-2025.